# Rhamdella rusbyi
Rhamdella rusbyi är en fiskart som beskrevs av Pearson 1924. Rhamdella rusbyi ingår i släktet Rhamdella och familjen Heptapteridae. Inga underarter finns listade i Catalogue of Life.